# Велдон Спринг (Мисури)
Велдон Спринг (енгл. Weldon Spring) град је у америчкој савезној држави Мисури.

## Демографија
По попису из 2010. године број становника је 5.443, што је 173 (3,3%) становника више него 2000. године.
| Група             | 2000.         | 2010.         |
| Белци             | 5.019 (95,2%) | 5.166 (94,9%) |
| Афроамериканци    | 96 (1,8%)     | 75 (1,4%)     |
| Азијати           | 57 (1,1%)     | 105 (1,9%)    |
| Хиспаноамериканци | 58 (1,1%)     | 52 (1,0%)     |
| Укупно            | 5.270         | 5.443         |